# Saint-Mamet-la-Salvetat

Saint-Mamet-la-Salvetat este o comună în departamentul Cantal, Franța. În 1 ianuarie 2022 avea o populație de 1.537 de locuitori.